# Vilters-Wangs
Vilters-Wangs (oficialmente hasta 1996 Vilters) es una comuna suiza del cantón de San Galo, situada en el distrito de Sarganserland. Limita al oeste y al norte con la comuna de Mels, al noreste con Fläsch (GR), y al este y sur con Bad Ragaz.